# Бестогайский сельский округ
Бестога́йский се́льский окру́г (каз. Бестоғай ауылдық округі) — административная единица в составе Ерейментауского района Акмолинской области Казахстана. 
Административный центр — село Бестогай.

## История
В 1989 году существовал как — Ильинский сельсовет (сёла Ильинка, Байсары, Кызылту, станция Нецветаевка) в составе Селетинского района.
В периоде 1991—1998 годов:
- Ильинский сельсовет был переименован и преобразован в Бестогайский сельский округ;
- станция Нецветаевка была преобразована в село;
- в состав сельского округа вошла территория упразднённого Чилинского сельского округа (сёла Чилинка, Жанажол);
- село Жанажол было передано в состав Тургайского сельского округа;
- после упразднения Селетинского района, сельский округ вместе с районом был включен в состав Ерейментауского района Акмолинской области.

В 2001 году село Нецветаевка было упразднено.
В 2004 году село Чилинка было упразднено.
В 2007 году село Ильинка было переименовано в село Бестогай.

## Население
| Численность населения | Численность населения | Численность населения |
| 1989                  | 1999                  | 2009                  |
| --------------------- | --------------------- | --------------------- |
| 2101                  | ↘1511                 | ↘911                  |

## Состав
| № | Населённый пункт | Тип населённого пункта       | Население, 1989 | Население, 1999 | Население, 2009 |
| - | ---------------- | ---------------------------- | --------------- | --------------- | --------------- |
| 1 | Байсары          | село                         | 323             | 301             | 265             |
| 2 | Бестогай         | село, административный центр | 1 558           | 851             | 548             |
| 3 | Кызылту          | село                         | 200             | 138             | 98              |
| 4 | Нецветаевка      | село, упразднено             | 20              | -               | -               |
| 5 | Чилинка          | село, упразднено             | 661             | 221             | -               |

## Местное самоуправление
Аппарат акима Бестогайского сельского округа — село Бестогай, улица Целинная.
- Аким сельского округа — Мусин Джомарт Хамзенович[1].